# Helmut Gipper

Helmut Gipper (* 9. August 1919 in Düren; † 13. Juni 2005 in Münster) war ein deutscher Sprachwissenschaftler und Hochschullehrer an der Universität Bonn und Universität Münster.
Gipper legte 1938 das Abitur in Düren ab, danach leistete er Arbeits- und Wehrdienst 1938–1946. In der Kriegsgefangenschaft begann er sein Studium 1944–45 an der Lagerhochschule für Kriegsgefangene, Crossville/Tennessee, bevor er 1946 ein Studium der Philosophie, Romanistik, Anglistik, Germanistik, Kunstgeschichte und Sprachwissenschaft in Marburg aufnahm. Er promovierte 1950 in Marburg bei Alwin Kuhn, ging 1950 an die Pariser Sorbonne und im Folgejahr als Lektor nach Besançon. In Bonn wurde er als wissenschaftlicher Mitarbeiter seit 1956 ein Schüler von Leo Weisgerber, dem Begründer der inhaltsbezogenen Grammatik, bei dem er sich 1961 auch habilitierte. Von 1961 bis 1963 war er Privatdozent in Bonn, danach ebenda Dozent, apl. Prof., wissenschaftlicher Rat und Professor. In den Jahren 1967 und 1969 war er Gastprofessor an der University of New Hampshire, USA. 1972 wurde er zum apl. Professor ernannt und im selben Jahr nach Münster auf den Lehrstuhl für Allgemeine Sprachwissenschaft berufen, wo er 1985 emeritiert wurde.
Gipper reiste während seiner Gastprofessuren in New Hampshire 1967 und 1969 zu den Hopi-Indianern im Nordosten Arizonas, um Whorfs Behauptung zu überprüfen, diese Indianer hätten eine bemerkenswert andersartige Raum-Zeit-Auffassung; das Hopi-Verb sei ohne Tempora im Sinne der indoeuropäischen Sprachen und enthalte keine Zeitbezüge. Dies bestätigte Gipper nicht, fand jedoch den Grundgedanken der Sapir-Whorf-Hypothese richtig, dass das Bewusstsein der Hopis anders strukturiert sei als das der Europäer. Er veröffentlichte 1972 mit „Gibt es ein sprachliches Relativitätsprinzip?“ seine Ergebnisse, nach denen Strukturen der Grammatik einer Sprache das Bewusstsein und die Weltansicht ihrer Sprecher prägen und deren Denken, Werten und Handeln mitbestimmen. Dies bestärkte ihn in seiner These des Sprachapriori, dass ohne Sprache keine Bewusstseinsentwicklung möglich sei. Dabei folgt er seinem Lehrer Weisgerber, Worte seien nicht einfach zu übernehmende Tatsachen, sondern würden nur in ihrer äußeren Form gelernt, das Innere müsse erst gedanklich erschlossen werden. Das zu den Namen Hinzugedachte und -empfundene bildet die erlebte Welt des Sprechers, die Namen bilden die äußere Gestalt dafür. Mit den Namen eigene Gedanken mitzuteilen, geschieht erst sekundär.
Gipper beteiligte sich auch ablehnend an der Diskussion um die Rechtschreibreform.

## Schriften
- Sprachliche und geistige Metamorphosen bei Gedicht-Übersetzungen: Eine sprachvergleichende Unters. zur Erhellung dt.-franz. Geistesverschiedenheit, Marburg 1950 [=Dissertation]; auch: Schwann, Düsseldorf 1966.
- (Hrsg.): Sprache, Schlüssel zur Welt. Fs. f. Leo Weisgerber, Schwann, Düsseldorf 1959.
- Bausteine zur Sprachinhaltsforschung: Neuere Sprachbetrachtung im Austausch mit Geistes- u. Naturwissenschaft, Bonn 1961 [=Habilitationsschrift]; auch: Schwann, Düsseldorf 1963.
- Denken ohne Sprache, Schwann, Düsseldorf 1971, ISBN 978-3-7895-0121-0.
- Gibt es ein sprachliches Relativitätsprinzip? Untersuchungen zur Sapir-Whorf-Hypothese, S. Fischer, Frankfurt am Main 1972, ISBN 3-10-826301-3.
- mit Peter Schmitter: Sprachwissenschaft und Sprachphilosophie im Zeitalter der Romantik: Ein Beitrag zur Historiographie d. Linguistik, Narr, Tübingen 1979, ISBN 978-3-87808-123-4.
- Das Sprachapriori: Sprache als Voraussetzung menschlichen Denkens und Erkennens, Frommann-Holzboog 1987, ISBN 978-3772809347.
- Der Mensch als Sprachwesen: Erwerb, Besitz, Verlust und Schädigung der Sprache in sprachwissenschaftlicher Sicht, Nodus, Münster 1992, ISBN 3-89323-234-6
- Mitautor: Philosophische Anthropologie der Moderne, Beltz, Weinheim 1995, ISBN 978-3-89547-075-2.
- (mit Hans Schwarz und Mitarbeitern:) Bibliographisches Handbuch zur Sprachinhaltsforschung. Opladen 1962–85. 4 Bde., 4085 Seiten mit 30744 Titeln. Mehrere Registerbände. (H. Franke, K. Franke, L. Kaczmarek) 1980, 1988, 1989.
- Hrsg.: Kinder unterwegs zur Sprache. Zum Prozeß der Spracherlernung in den ersten drei Lebensjahren. Mit 50 Sprachdiagrammen. Düsseldorf 1985. (Mit Ch. Boving, U. Cron-Böngeler, S. Seupold, G. Niggemann, M. Rothaut)